# Abdiel Arroyo
Abdiel Arroyo (Colón, Provincia de Colón, Panamá; 13 de diciembre de 1993) es un futbolista panameño que juega como delantero en el ABB de la Primera División de Bolivia. 
Es un delantero muy rápido y con gran capacidad técnica, gracias a esas cualidades el Árabe Unido obtuvo su último título de campeón, siendo el joven fundamental en la final donde anotó un gol y colaboró con una asistencia.[cita requerida]

## Trayectoria
Abdiel inició su carrera jugando en Árabe Unido donde rápidamente sería una de las piezas fundamentales del equipo. Fue campeón en el Clausura 2010, Apertura 2012, Clausura 2015 y Apertura 2015.
Luego de un gran 2015, ganando campeonatos, Arroyo aceptó la oferta deR. N. K. Split, siendo transferido a préstamo junto a su compatriota Édgar Bárcenas. A pesar de tener las oportunidades adecuados, no pudo demostrar todo su potencial goleadora.
Después de jugar la Copa América 2016, se rumoreó su fichaje por equipos de la MLS y Santos Laguna. Finalmente, fichó por Deportes Tolima. En aquel semestre llegaría a la final del torneo, perdiendo contra Independiente Santa Fe. Jugó al lado de Wilmar Barrios, Mateus Uribe y Sebastián Villa. Además, jugó la Copa Sudamericana 2016.

### Danubio FC
Cuando todos los medios deportivos daban por hecho su fichaje por Atlético Bucaramanga. Sorpresivamente fichó por Danubio Fútbol Club. Disputó la Copa Sudamericana 2017. Logró anotar 5 goles y tener buen rendimiento, sin embargo, Danubio no ejerció su opción de compra debido a una lesión a los meniscos y a las constantes convocatorias.

### Alajuelense
A inicios del 2018 fichó por Liga Deportiva Alajuelense uno de los clubes más importantes y tradicionales de Costa Rica. Logró destacar en el club costarricense, por lo que terminaría quedando en la lista final del mundial.
En agosto del 2018 se confirmó su préstamo con opción a compra por una temporada al C. D. Santa Clara. Jugó al lado de su compatriota Alfredo Stephens. Sin embargo, no tuvo las oportunidades deseadas, rescindiendo su contrato a inicios del 2019.
Tuvo una temporada aceptable en Newcastle United Jets F. C. de Australia.

### Universidad César Vallejo
El 25 de noviembre del 2021 se hizo oficial su fichaje por Universidad César Vallejo, club que ya se había interesado en el jugador en 2015. Afrontará el torneo local y Copa Libertadores 2022.

## Selección nacional
Gracias a sus actuaciones en el torneo Clausura 2015, fue llamado a la selección nacional de fútbol para disputar la Copa de Oro de la Concacaf 2015.
Participó de la Copa América Centenario, disputada en julio de 2016 en Estados Unidos, marcando un gol contra Chile y asistiendo a Blas Pérez en el debut ante Bolivia.
Fue parte del plantel de la selección de fútbol de Panamá en su primera participación en una Copa del Mundo en Rusia 2018. 

### Participaciones en selección nacional
| Copa                                 | Categoría | Sede           | Resultado        | Partidos | Goles |
| ------------------------------------ | --------- | -------------- | ---------------- | -------- | ----- |
| Campeonato Sub-20 2013               | Sub-20    | México         | Cuartos de final | 3        | 2     |
| X Juegos Deportivos Centroamericanos | Sub-20    | Costa Rica     | Primera fase     | 2        | 0     |
| Copa Oro 2015                        | Mayor     | Estados Unidos | Tercer lugar     | 6        | 0     |
| Preolímpico 2015                     | Sub-23    | Estados Unidos | Fase de grupos   | 3        | 0     |
| Copa América Centenario              | Mayor     | Estados Unidos | Fase de grupos   | 3        | 1     |
| Copa Centroamericana 2017            | Mayor     | Panamá         | Subcampeón       | 5        | 1     |
| Copa Oro 2017                        | Mayor     | Estados Unidos | Cuartos de final | 3        | 1     |
| Copa Mundial 2018                    | Mayor     | Rusia          | Fase de grupos   | 2        | 0     |
| Copa Oro 2019                        | Mayor     | Estados Unidos | Cuartos de final | 4        | 1     |
| Liga de Naciones 2019-20             | Mayor     | Concacaf       | Fase de grupos   | 1        | 0     |

### Goles con la selección nacional
| Gol | Fecha                   | Sede                                                  | Oponente          | Marcador | Resultado | Competencia                                                      |
| --- | ----------------------- | ----------------------------------------------------- | ----------------- | -------- | --------- | ---------------------------------------------------------------- |
| 1.  | 14 de junio de 2016     | Lincoln Financial Field, Philadelphia, Estados Unidos | Chile             | 2 - 3    | 2 – 4     | Copa América Centenario                                          |
| 2.  | 2 de septiembre de 2016 | Estadio Rommel Fernández, Panamá, Panamá              | Jamaica           | 2 - 0    | 2 – 0     | Clasificación de Concacaf para la Copa Mundial de Fútbol de 2018 |
| 3.  | 20 de enero de 2017     | Estadio Rommel Fernández, Panamá, Panamá              | El Salvador       | 1 - 0    | 1-0       | Copa Centroamericana 2017                                        |
| 4.  | 15 de julio de 2017     | Estadio FirstEnergy, Cleveland, Ohio, Estados Unidos  | Martinica         | 2 - 0    | 3-0       | Copa Oro de la Concacaf 2017                                     |
| 5.  | 5 de septiembre de 2017 | Estadio Rommel Fernández, Panamá                      | Trinidad y Tobago | 3 - 0    | 3-0       | Clasificación de Concacaf para la Copa Mundial de Fútbol de 2018 |
| 6.  | 16 de octubre de 2018   | Estadio de Cheonan, Corea del Sur                     | Corea del Sur     | 2 - 1    | 2-2       | Amistoso                                                         |
| 7.  | 22 de mayo de 2019      | FirstEnergy Stadium, Estados Unidos                   | Guyana            | 0 - 1    | 2-4       | Copa Oro 2019                                                    |

## Clubes
| Club                        | País       | Año       | Partidos | Goles |
| --------------------------- | ---------- | --------- | -------- | ----- |
| C. D. Árabe Unido           | Panamá     | 2010-2015 | 123      | 31    |
| RNK Split (cedido)          | Croacia    | 2016      | 21       | 5     |
| Deportes Tolima             | Colombia   | 2016      | 16       | 1     |
| Danubio F. C.               | Uruguay    | 2017      | 22       | 5     |
| Liga Deportiva Alajuelense  | Costa Rica | 2018      | 12       | 4     |
| C. D. Santa Clara (cedido)  | Portugal   | 2018      | 5        | 0     |
| C. D. Árabe Unido           | Panamá     | 2019      | 18       | 8     |
| Newcastle United Jets F. C. | Australia  | 2019-2020 | 20       | 3     |
| Maccabi Petah Tikva F. C.   | Israel     | 2020-2021 | 24       | 0     |
| C. D. Árabe Unido           | Panamá     | 2021      | 13       | 3     |
| Universidad César Vallejo   | Perú       | 2022      | 28       | 2     |
| Monagas S. C.               | Venezuela  | 2023      | 29       | 1     |
| Albion F. C.                | Uruguay    | 2024-     | 6        | 1     |

## Palmarés

### Títulos nacionales
| Título           | Club           | País   | Año    |
| ---------------- | -------------- | ------ | ------ |
| Primera División | CD Árabe Unido | Panamá | 2012-A |
| Primera División | CD Árabe Unido | Panamá | 2015-C |
| Primera División | CD Árabe Unido | Panamá | 2015-A |